# 莱韦克堡 (曼恩-卢瓦尔省)
莱韦克堡（法語：Bourg-l'Évêque，法語發音：[buʁ levɛk] ⓘ）是法国曼恩-卢瓦尔省的一个市镇，属于瑟格雷区。

## 地理
莱韦克堡（47°44'10"N, 1°0'48"W）面积5.29 平方千米，位于法国卢瓦尔河地区大区曼恩-卢瓦尔省，该省份为法国西部内陆省份，大致对应安茹地区，北起顺时针与马耶讷省、萨尔特省、安德尔-卢瓦尔省、维埃纳省、德塞夫勒省、旺代省、大西洋卢瓦尔省和伊勒-维莱讷省接壤。
与莱韦克堡接壤的市镇（或旧市镇、城区）包括：布耶梅纳尔、翁布雷当茹。

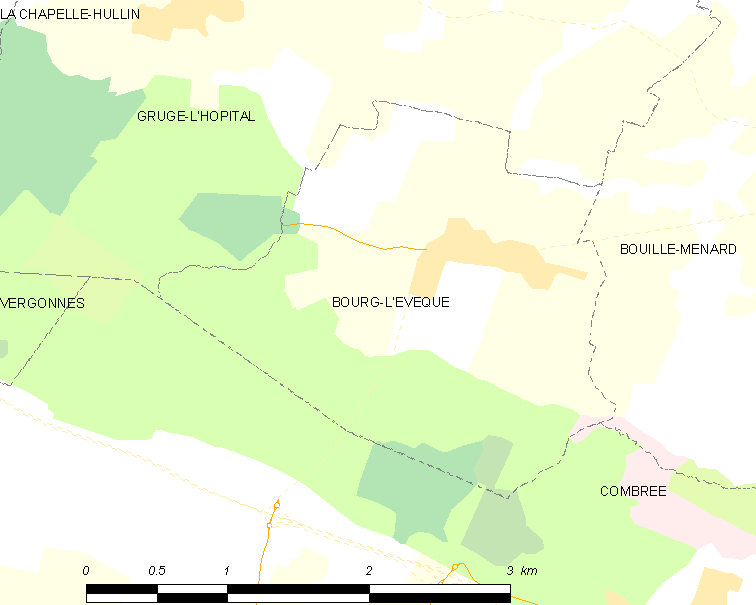
的OSM定位图

莱韦克堡的时区为UTC+01:00、UTC+02:00（夏令时）。

## 行政
莱韦克堡的邮政编码为49520，INSEE市镇编码为49038。

## 政治
莱韦克堡所属的省级选区为蓝色安茹地区瑟格雷县。

## 人口

1962-2008年间人口变化图示

莱韦克堡于2022年1月1日时的人口数量为236人。